# Argemone subfusiformis
Argemone subfusiformis Ownbey – gatunek rośliny z rodziny makowatych (Papaveraceae Juss.). Występuje naturalnie w Ameryce Południowej. 

## Rozmieszczenie geograficzne
Rośnie naturalnie w Ameryce Południowej, w takich państwach jak Chile, Argentyna, Paragwaj, Urugwaj, Brazylia, Boliwia, Peru czy Ekwador. W Chile został zaobserwowany w regionach Arica y Parinacota, Tarapacá, Antofagasta, Atakama, Coquimbo, Valparaíso, Libertador oraz w Regionie Metropolitalnym. Ponadto został naturalizowany we wschodniej Australii (w stanach Nowa Południowa Walia oraz Australia Południowa, a także na terytorium Norfolk), Indiach, Południowej Afryce oraz na wyspie Niue. 

## Morfologia
PokrójRoślina jednoroczna lub krzewiasta bylina dorastająca do 40–150 cm wysokości. Łodyga jest pokryta kolcami.
LiścieSą pierzasto-klapowane. Mierzą 12 cm długości. Blaszka liściowa jest kolczasta na brzegu.
KwiatyDziałki kielicha mają owalny kształt i dorastają do 10–14 mm długości. Płatków jest od 4 do 6, mają prawie okrągły kształt i białą lub jasnożółtą barwę, osiągają do 25 mm długości.
OwoceTorebki o kształcie od podłużnego do jajowatego, z trzema lub czterema komorami. Są pokryte kolcami. Osiągają 20–45 mm długości i 14–15 mm szerokości.

## Biologia i ekologia
Występuje na wysokości do 2000 m n.p.m. Nie toleruje pokrywy śnieżnej, lecz znosi przymrozki do -3°C (typowy ranny przymrozek w środkowym Chile podczas zimy). Najlepiej rośnie w pełnym nasłonecznieniu – na równinach lub stokach z ekspozycją na północ. Rośnie na suchych lub bardzo suchych obszarach, gdzie pora sucha trwa od 6 do 12 miesięcy, a średnia suma opadów wynosi mniej niż 300 mm na rok. Kwitnie i owocuje między kwietniem a listopadem. 
Jest zarówno rośliną leczniczą jak i toksyczną. Badania na tym gatunku wykazały wysoką koncentrację alkaloidów, saponin oraz fitynian.